# Centurion
A Centurion harckocsit a második világháború végén fejlesztették ki, de rendszerbeállítása hónapokkal lekéste a háború befejezését, így csak 1949-ben rendszeresítették a Brit Szárazföldi Erőknél. A Centurion rendkívül sikeres konstrukció, magas harcértékű és népszerű harckocsi volt. A tankból 4423 db-ot gyártottak, 2500 db-ot exportra. Részt vett a koreai háborúban, a vietnámi háborúban. Számos ország haderejében ez a típus egészen az 1990-es évekig szolgálatban állt. Izrael 2006-os libanoni akciója során az Izraeli Védelmi Erők is alkalmaztak erősen átalakított Centurionokat, páncélozott szállító és páncélozott műszaki járműként.